# Muhadžer Prelez
Prelez i Muhaxherëve en albanais et Muhadžer Prelez en serbe latin (en serbe cyrillique : Мухаџер Прелез) est une localité du Kosovo située dans la commune/municipalité de Ferizaj/Uroševac, district de Ferizaj/Uroševac (Kosovo) ou district de Kosovo (Serbie). Selon le recensement kosovar de 2011, elle compte 982 habitants, dont une majorité d'Albanais.

## Démographie

### Évolution historique de la population dans la localité
| 1948 | 1953 | 1961 | 1971 | 1981 | 1991 | 2011 |
| ---- | ---- | ---- | ---- | ---- | ---- | ---- |
| 366  | 389  | 446  | 575  | 685  | 866  | 982  |

|  |